# Joseph Long
Joseph Long est un acteur britannique. Il est apparu dans de nombreuses productions BBC tels que Doctor Who, Ashes to Ashes, The Bill et EastEnders mais aussi dans le film Moi, Peter Sellers de Stephen Hopkins. Il a également interprété le rôle de Bernardino Drovetti dans la série télévisée documentaire Egypt.

## Filmographie
- 1985 : Widows 2, (téléfilm)
- 1985 : Magnum, (téléfilm)
- 1986 : Auf Wiedersehen, Pet, (téléfilm)
- 1987 : Don't Wait Up, (téléfilm)
- 1988 : A Very Peculiar Practice, (téléfilm)
- 1988 : La Brigade du courage, (téléfilm)
- 1989 : The Saint: The Brazilian Connection, (téléfilm)
- 1989 : Le Tour du monde en quatre-vingts jours, (téléfilm)
- 1989 : The Manageress, (téléfilm)
- 1989 : Queen of Hearts
- 1989 : Goldeneye, (téléfilm)
- 1989 : Capital City, (téléfilm)
- 1989-2005 : The Bill, (téléfilm)
- 1990 : Inspecteur Wexford, (téléfilm)
- 1991 : Minder, (téléfilm)
- 1992 : Les règles de l'art, (téléfilm)
- 1992 : Christophe Colomb : La découverte
- 1993 : The Marshal, (téléfilm)
- 1993 : Hercule Poirot : Luigi (saison 5, épisode 3 : L'Iris jaune)
- 1993 : Les Aventures du jeune Indiana Jones, (téléfilm)
- 1994 : The Chief, (téléfilm)
- 1994 : The Memoirs of Sherlock Holmes, (téléfilm)
- 1994 : Outside Edge, (téléfilm)
- 1994 : Fair Game, (téléfilm)
- 1994 : Look Me in the Eye
- 1995 : Dangerous Lady, (téléfilm)
- 1995 : The Final Cut, (téléfilm)
- 1996 : Les Enquêtes d'Hetty, (téléfilm)
- 1996 : The Vet, (téléfilm)
- 1996 : Le Temps d'aimer
- 1997 : La Bible : David (David), (téléfilm)
- 1998 : Heat of the Sun, (téléfilm)
- 1998 : Scotland Yard, crimes sur la Tamise, (téléfilm)
- 1998 : Légionnaire
- 1999 : L'extravagante Madame Pollifax, (téléfilm)
- 1999 : Emmerdale: Don't Look Now! - The Dingles in Venice, (vidéo)
- 1999 : RKO 281, (téléfilm)
- 1999 : Les Nouveaux Professionnels, (téléfilm)
- 2000 : Casualty, (téléfilm)
- 2000 : In Defence, (téléfilm)
- 2000 : The Sins, (téléfilm)
- 2000 : Comedy Lab, (téléfilm)
- 2001 : Qui a tué Liam Maguire?, (téléfilm)
- 2001 : Sword of Honour, (téléfilm)
- 2001 : Adrian Mole: The Cappuccino Years, (téléfilm)
- 2001 : Where the Heart Is, (téléfilm)
- 2001 : Revelation
- 2002 : Shackleton, aventurier de l'Antarctique, (téléfilm)
- 2002-2012 : Affaires non classées, (téléfilm)
- 2002 : Daniel Deronda, (téléfilm)
- 2003 : Femmes de footballeurs, (téléfilm)
- 2003 : Ma tribu, (téléfilm)
- 2003 : Hearts of Gold, (téléfilm)
- 2003 : Little Britain, (téléfilm)
- 2003 : Crime contre l'humanité
- 2003-2004 : EastEnders, (téléfilm)
- 2004 : Esprit libre
- 2004 : Suzie Gold (en)
- 2004 : The Mysti Show, (téléfilm)
- 2004 : Secrets d'État
- 2004 : Moi, Peter Sellers
- 2005 : Meurtres à l'anglaise, (téléfilm)
- 2005-2008 : Doctors, (téléfilm)
- 2005 : Madame Henderson présente
- 2005 : Egypt, (téléfilm)
- 2006 : Les Arnaqueurs VIP, (téléfilm)
- 2006 : Genie in the House, (téléfilm)
- 2006 : The Good Housekeeping Guide, (téléfilm)
- 2007 : Nuclear Secrets, (téléfilm)
- 2008 : 10 Days to War, (téléfilm)
- 2008 : Gavin & Stacey, (téléfilm)
- 2008 : Doctor Who, (saison 4, épisode 11) : Rocco Colasanto
- 2008 : The Other Man
- 2009 : Toscanini par lui-même, (téléfilm)
- 2010 : Sherlock, (téléfilm)
- 2010 : Holby City, (téléfilm)
- 2010 : Foyle's War, (téléfilm)
- 2010 : The Song of Lunch, (téléfilm)
- 2010 : MI-5, (téléfilm)
- 2011 : Zen, (téléfilm)
- 2012 : Cukoo, (téléfilm)
- 2016 : Le Vieux qui ne voulait pas payer l'addition : Henry Kissinger
- 2017 : American Assassin : Général Rostami
- 2017 : Doctor Who : Le Pape (saison 10, épisode 6)
- 2019 : Waiting for the Barbarians : Baker